# Какулидис, Эллен
Эллен Какулидис (дат. Ellen Kakulidis, род. 1997) — датская шахматистка греческого происхождения, мастер ФИДЕ среди женщин (2020), инструктор ФИДЕ (2018).
Чемпионка Дании 2020 г.
В составе сборной Дании участница двух шахматных олимпиад (2016 и 2022 гг.), онлайн-олимпиады ФИДЕ (2020 г.).
Участница юношеского чемпионата мира 2015 г. (в категории до 18 лет). Участница юниорского чемпионата мира 2016 г.
Участница сильных по составу опен-турниров в Копенгагене (2015 г.), Рейкьявике (2016, 2017 и 2019 гг.), Шардже (2018 г.) и Хельсингёре (2019 г.).

## Основные спортивные результаты
| Год  | Город        | Соревнование                                | + | − | = | Результат | Место  |
| ---- | ------------ | ------------------------------------------- | - | - | - | --------- | ------ |
| 2015 | Порто-Каррас | Юношеский чемпионат мира (до 18 лет)        |   |   |   |           | [ 13 ] |
| 2016 | Бхубанешвар  | Юниорский чемпионат мира                    | 1 | 9 | 3 | 2½ из 13  | [ 14 ] |
|      | Баку         | XXVII Олимпиада (сборная Дании, запасная)   | 5 | 4 | 0 | 5 из 9    |        |
| 2020 |              | Чемпионат Дании                             |   |   |   |           | 1      |
|      |              | Онлайн-олимпиада (сборная Дании, ?-я доска) | 2 | 2 | 3 | 3½ из 7   |        |
| 2022 | Ченнаи       | XXIX Олимпиада (сборная Дании, 3-я доска)   | 2 | 5 | 2 | 3 из 9    |        |